# Янково
 Тази статия е за селището в България.  За бившето село в Гърция, вижте Янково (Населица).  
Янково е село в Североизточна България. То се намира в община Смядово, област Шумен.

## География
Село Янково се намира на 9 км североизточно от Смядово. През него минава третокласен път, свързващ Шумен, Айтос и Бургас.
Населението е около 700 души. Състои се предимно от българи, турци и роми. Една част от населението са преселници от търновския край, а друга от Кърджали и Анадола. Има около 524 къщи. Естественият прираст е отрицателен.

## История
Налице са археологически данни за селище от халколита, с площ 3 дка, разположено на 1 км от устието на река Брестова.
Янково се намира в живописна местност с богата флора и фауна, поради което тук са живели тракийски племена, за което съдим по откритите в близост до селото древни тракийски гробници. Там са изровени тленни останки с доспехи и колесница. В територията на селото са открити и монети доказващи византийско влияние. Има останки от манастир, който се предполага, че е разрушен през османското владичество.

## Население
Численост на населението според преброяванията през годините:
| \| Година на преброяване \| Численост \| \| --------------------- \| --------- \| \| 1934 \| 2519 \| \| 1946 \| 2413 \| \| 1956 \| 2024 \| \| 1965 \| 1854 \| \| 1975 \| 1547 \| \| 1985 \| 1221 \| \| 1992 \| 992 \| \| 2001 \| 863 \| \| 2011 \| 700 \| \| 2021 \| 533 \| |           |
| Година на преброяване | Численост |
| 1934 | 2519      |
| 1946 | 2413      |
| 1956 | 2024      |
| 1965 | 1854      |
| 1975 | 1547      |
| 1985 | 1221      |
| 1992 | 992       |
| 2001 | 863       |
| 2011 | 700       |
| 2021 | 533       |

### Етнически състав

#### Преброяване на населението през 2011 г.
Численост и дял на етническите групи според преброяването на населението през 2011 г.:
|                     | Численост | Дял (в %) |
| Общо                | 700       | 100.00    |
| Българи             | 224       | 32.00     |
| Турци               | 459       | 65.57     |
| Цигани              | ?         | ?         |
| Други               | ?         | ?         |
| Не се самоопределят | ?         | ?         |
| Неотговорили        | 13        | 1.85      |

## Религии
Една част от населението са християни, а друга изповядва исляма. В селото има православен храм „Св. вмчк Димитър“, както и джамия.

## Културни и природни забележителности
- Храм „Св. вмчк Димитър“ в с. Янково, Шуменско.

## Личности
- Йордан Цанев (р. 1933), български политик от БКП